# Kirche Reichstädt (Thüringen)

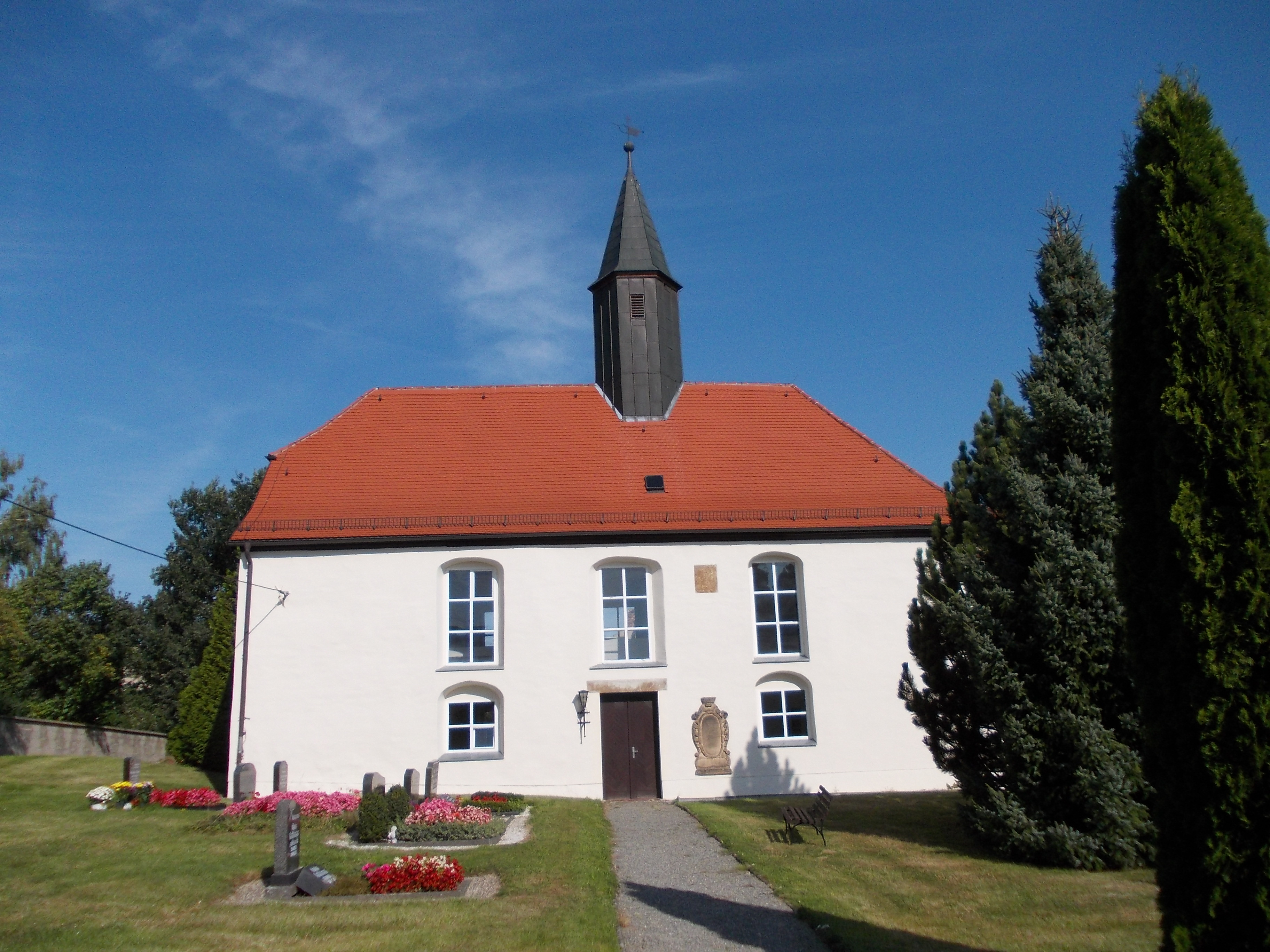
Kirche Reichstädt

Die evangelisch-lutherische, denkmalgeschützte Kirche Reichstädt steht in Reichstädt, eine Gemeinde im thüringischen Landkreis Greiz. Die Kirche Reichstädt gehört zur Kirchengemeinde Reichstädt-Frankenau im Kirchspiel Großenstein-Linda im Kirchenkreis Altenburger Land der Evangelischen Kirche in Mitteldeutschland.

## Beschreibung
Die rechteckige Saalkirche hatte ursprünglich zweigeschossige Anbauten an den Ostenden beider Langseiten. Der Südanbau wurde abgebrochen. Das Kirchenschiff ist nach Westen mit einem Schopfwalm bedeckt, aus dem sich ein Dachreiter erhebt.
Die Kirchenausstattung stammt größtenteils aus der 2. Hälfte des 17. Jahrhunderts. Der westliche Teil des Kirchenschiffs hat dreiseitige Emporen. An der Ostwand befinden sich geschlossene Stände und ein Kanzelaltar. Vor dem Kirchengestühl für die „einfachen“ Gottesdienstbesucher befanden sich die Prieche für die Stände. Die Obergeschosse der Anbauten wurden als Logen ausgebaut und durch einen entsprechenden Hintergrund verziert.
Beim Abbruch des Südanbaus wurde der bemalte Hintergrund am Ort belassen. Nur im Westteil des Kirchenschiffs befindet sich eine bemalte Kassettendecke aus der 2. Hälfte des 16. Jahrhunderts. In sechs Querreihen zu je acht Feldern wurden volkstümliche Szenen aus dem Alten Testament gemalt. Die Figuren sind in zeitgenössischer Kleidung dargestellt. Die Kassettendecke im Ostteil ist schlichter und jünger als jene im Westteil.
Zur Kirchenausstattung gehört ein kniender, heftig bewegter Taufengel mit flatterndem Gewand. Über seinem Haupt trägt er einen Ambo. Eine Holzskulptur von 1738 stammt aus einer Geraer Werkstatt. Die Orgel mit 12 Registern, verteilt auf 2 Manuale und Pedal, wurde um 1850 von Christoph Opitz gebaut.